# Александер, Кит
Кит Алекса́ндер (англ. Keith Brian Alexander; род. 1951) — американский военный деятель, генерал (2010), директор Агентства национальной безопасности и Центральной службы безопасности (2005—2014), командующий Кибернетическим командованием США (2010—2014).

## Биография
Родился в Сиракьюсе, штат Нью-Йорк, окончил Военную академию США в Вест-Пойнте. Кроме того, получил степень MSBA в школе менеджмента университета Бостона, учёную степень Master of Science по физике и радиоэлектронной борьбе в Naval Postgraduate School, учёную степень по национальной безопасности в Национальном военном университете.
В армии — с 1974, служил в 1970-х — 1990-х на ряде командных должностей в органах военной разведки.
Участник операции «Буря в пустыне». В 1997—1998 — заместитель директора по разведке (J-2) Объединенного комитета начальников штабов, в 1998—2001 — начальник разведки Центрального командования вооружённых сил США, в 2001 −2003 — начальник службы армейской разведки и безопасности, в 2003—2005 — заместитель начальника штаба министерства армии США (Вашингтон, округ Колумбия).
В 2005 назначен директором Агентства национальной безопасности и Центральной службы безопасности и находился в этих должностях до апреля 2014 года. Сенат США 7 мая 2010 утвердил его в звании четырёхзвёздного генерала, торжественная церемония по этому поводу состоялась 21 мая 2010 года. В рамках этой церемонии генерал Александер также принял на себя командование Кибернетическим командованием США.
В январе 2014 года президент Б. Обама принял решение заменить К. Александера на посту директора АНБ и командующего Кибернетическим командованием США с марта 2014 года Майклом Роджерсом. Эти должности Роджерс занял 2 апреля 2014 года.